# Луций Емилий Мамерцин (трибун)
Вижте пояснителната страница за други личности с името Луций Емилий Мамерцин.
Луций Емилий Мамерцин (на латински: Lucius Aemilius Mamercinus) e политик на Римската република.
Произлиза от патрицииската фамилия Емилии и син на Мамерк Емилий Мацерин, (военен трибун през 438 пр.н.е. и диктатор 437, 433 и 426 пр.н.е.).
Той е седем пъти консулски военен трибун през 391, 389, 387, 383, 382, 380 и 377 пр.н.е. През 368 пр.н.е. е началник на конницата при диктатор Камил.